# Nicola Scardicchio
Nicola Scardicchio (né le 17 juillet 1954 à Bari) est un compositeur et chef d'orchestre italien.